# Journal of Early Modern Studies
Journal of Early Modern Studies (JEMS) est une revue universitaire d'histoire intellectuelle avec évaluation par les pairs. Créée en 2012, sa parution est semestrielle et elle est consacrée à la culture dans l'Europe moderne.

## Histoire
La revue a été créée en 2012 par un groupe de chercheurs roumains du Centre de recherche Foundations of Modern Thought, rattaché à l'Université de Bucarest ; il en est l'éditeur. La revue paraît deux fois par an, avec des numéros spéciaux occasionnels. La plupart des articles sont en anglais. Les rédacteurs en chef sont Vlad Alexandrescu (université de Bucarest) et Dana Jalobeanu (idem).